# Samtgemeinde Papenteich
Die Samtgemeinde Papenteich ist eine Samtgemeinde im niedersächsischen Landkreis Gifhorn unmittelbar nördlich der Stadt Braunschweig.

## Geographie

### Geographische Lage
Die Samtgemeinde Papenteich liegt zentral auf der Papenteicher Hochfläche am Übergang vom norddeutschen Tiefland zum nördlichen Harzvorland. Genauer gehört die Samtgemeinde zum Ostbraunschweigischen Flachland des Weser-Aller-Flachlandes und befindet sich damit im Übergangsbereich von Lössbörden zu Geestplatten. An die Samtgemeinde schließen sich mehrere Naturräume an: im Norden das Allertal, im Süden das  Ostbraunschweigische Hügelland und im Westen die Burgdorf-Peiner Geest. 
Südlich an die Samtgemeinde grenzt die Stadt Braunschweig, südöstlich der Landkreis Helmstedt und westlich der Landkreis Peine. Im Norden und Osten erstreckt sich der Landkreis Gifhorn mit der Samtgemeinde Meinersen und der Samtgemeinde Isenbüttel. 
Die Samtgemeinde Papenteich wird zentral in Nord-Süd-Richtung von der Bundesstraße 4 durchzogen. Südlich in Richtung Braunschweig streift die Bundesautobahn 2 mit der Auffahrt Braunschweig-Watenbüttel sowie dem knapp südlich der Gemeindegrenze gelegenen Autobahnkreuz Braunschweig-Nord (A2 / A391) die Samtgemeinde. Größere Städte in der näheren Umgebung sind: Gifhorn, Wolfsburg, Braunschweig, Salzgitter, Wolfenbüttel, Peine und Celle.
Die heutige Samtgemeinde erstreckt sich über eine Fläche von 11083 ha, wovon 14,3 % Siedlungs- und Verkehrsfläche sind.

### Gewässer
Am südwestlichen Ende der Samtgemeinde bei Walle mündet die Schunter in die Oker. Diese beiden Flüsse stellen gleichzeitig die beiden größten Flüsse in der Samtgemeinde dar. Daneben gibt es noch mehrere kleinere Bäche die ihre Quelle in der Samtgemeinde haben oder die diese auf ihrem Weg durchqueren. Dies sind der Bickgraben, die Rötgesbütteler Riede, die Vollbütteler Riede, die Rischmühlenriede (auch Gravenhorster Riede genannt), die Horenriede und Teile der Hehlenriede. Innerhalb der Samtgemeinde befindet sich die Wasserscheide zwischen den Flüssen Aller und Oker/Schunter. Diese Wasserscheide verläuft etwa von Flechtorf über Meinholz, Vordorf, Rethen in Richtung Hillerse. Nur der südlich dieser Scheide gelegene Bickgraben mündet in die Schunter, all anderen Bäche münden in die Aller, bzw. in den Allerkanal.

### Samtgemeindegliederung
Die Samtgemeinde Papenteich wurde zunächst von 18 Mitgliedsgemeinden am 2. Oktober 1970 gebildet. Im Zuge der Gebietsreform im Jahre 1974 kam es zu einer geänderten inneren Gliederung und zu einer modifizierten äußeren Abgrenzung. Teil der Gemeindereform war die Zusammenlegung verschiedener Gemeinden, in deren Verlauf die heutigen sechs Gemeinden entstanden. Im Mai 1981 wurde als letzte Veränderung die Rückgliederung der 1974 abgetrennten Gemeinde Didderse durchgeführt. Die Samtgemeinde umfasst heute die Mitgliedsgemeinden Adenbüttel, Didderse, Meine, Rötgesbüttel, Schwülper und Vordorf. Sitz der Verwaltung ist Meine.
| Die 6 Mitgliedsgemeinden mit ihren zugehörigen Ortsteilen und Siedlungen | Die 6 Mitgliedsgemeinden mit ihren zugehörigen Ortsteilen und Siedlungen | Die 6 Mitgliedsgemeinden mit ihren zugehörigen Ortsteilen und Siedlungen | Die 6 Mitgliedsgemeinden mit ihren zugehörigen Ortsteilen und Siedlungen | Die 6 Mitgliedsgemeinden mit ihren zugehörigen Ortsteilen und Siedlungen                                           |
| Gemeinde                                                                 | Einwohner (Hauptwohnsitz) (31. Dez 2003)                                 | Fläche: in km²                                                           | Dichte in Einw./km²                                                      | Ortsteile/Siedlungen                                                                                               |
| ------------------------------------------------------------------------ | ------------------------------------------------------------------------ | ------------------------------------------------------------------------ | ------------------------------------------------------------------------ | --- |
| Gemeinde Adenbüttel                                                      | 1.724                                                                    | 13,71                                                                    | 126                                                                      | Adenbüttel, Rolfsbüttel, Gut Warxbüttel                                                                            |
| Gemeinde Didderse                                                        | 1.404                                                                    | 7,41                                                                     | 189                                                                      | Didderse |
| Gemeinde Meine                                                           | 8.070                                                                    | 38,73                                                                    | 207                                                                      | Abbesbüttel, Bechtsbüttel, Grassel, Gravenhorst, Meine, Meinholz, Martinsbüttel, Ohnhorst, Wedelheine, Wedesbüttel |
| Gemeinde Rötgesbüttel                                                    | 2.280                                                                    | 10,83                                                                    | 211                                                                      | Rötgesbüttel |
| Gemeinde Schwülper                                                       | 6.627                                                                    | 20,89                                                                    | 317                                                                      | Groß Schwülper, Hülperode, Klein Schwülper, Lagesbüttel, Rothemühle, Walle                                         |
| Gemeinde Vordorf                                                         | 3.326                                                                    | 19,26                                                                    | 173                                                                      | Eickhorst, Rethen, Vordorf                                                                                         |

## Demografische Daten
Nach dem Landesamt für Statistik Niedersachsen wohnten 2005 in der Samtgemeinde Papenteich 23.448 Menschen in 6742 Gebäuden mit insgesamt 9550 Wohnungen bei einer durchschnittlichen Wohnfläche von 46,3 m je Person. Seit Gründung der Samtgemeinde wuchs die Einwohnerzahl beständig, sowohl durch eine positive natürliche Bevölkerungsentwicklung als auch durch ein positives Wanderungssaldo. 22,60 % der Bevölkerung waren 2005 unter 18 Jahre alt, 6,30 % zwischen 18 und 25, 30,50 % zwischen 25 und 45, 27,00 % zwischen 45 und 64, und 13,60 % waren 65 Jahre alt oder älter. Die Arbeitslosenquote lag bei durchschnittlich 7,7 % (Männer: 6,2 %, Frauen: 9,7 %). 7698 Menschen pendeln regelmäßig aus der Samtgemeinde heraus, 1547 herein.
Durch Ausweisung neuer Baugebiete und eine Ortskernverdichtung kam es zu einer Suburbanisierung während der 1990er. Begünstigt wurde dies durch die geografische Lage unmittelbar nördlich der Stadt Braunschweig, der Nähe zur Industriestadt Wolfsburg und dem nahen Anschluss zur Bundesautobahn 2. Laut Modellrechnungen wird die Einwohnerzahl der gesamten Samtgemeinde Papenteich auch in den nächsten Jahrzehnten durch diese Faktoren weiter wachsen.
Die scheinbar nur geringe Zunahme 2005–2013 ist auf den „Einwohnerschwund“ bei der statistischen Bereinigung im Rahmen der Volkszählung zurückzuführen, tatsächlich hat sich die Zunahme im Trend der Jahre 1999–2005 fortgesetzt, vor allem durch Zuzüge (Errichtung neuer Baugebiete).

## Geschichte

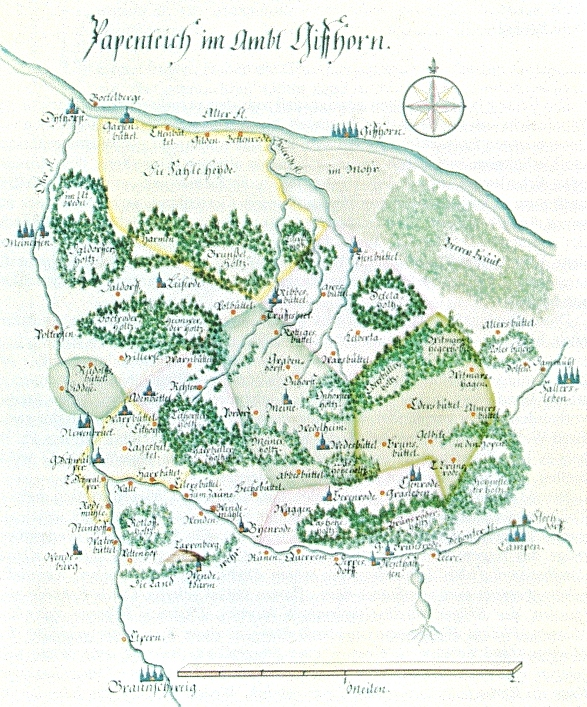
Papenteich im Amt Gifhorn um 1600 von Johann Mellinger

Die Samtgemeinde Papenteich gibt es in ihrer heutigen Form erst seit 1970. In diesem Jahr schlossen sich 15 Gemeinden zusammen und formten die neue Samtgemeinde Papenteich. Der Name Papenteich lässt sich bis in mittelalterliche Urkunden zurückverfolgen. Die ältesten Namensformen lauten dabei poppendic oder poppendyk. Der erste Teil bezieht sich vermutlich auf einen 1165 verstorbenen Grafen Poppo.
Die bisher älteste Spur menschlichen Lebens im Bereich des heutigen Papenteich ist das 1995 gefundene Megalithgrab bei Rethen. Nach Untersuchungen des kreisarchäologischen Amtes in Gifhorn wird das Grab auf etwa 3000 v. Chr. datiert. Dies kann aber nicht als reguläre Besiedlung des Papenteich gewertet werden.
Nachgewiesen ist auch, dass sich zu frühgeschichtlichen Zeiten auf dem Gebiet des heutigen Papenteich ein zusammenhängendes umfangreiches Waldgebiet, der königliche Wildbannforst Nordwald, befand. Durchzogen und umgeben war der Papenteich von mehreren wichtigen mittelalterlichen Fernstraßen. Außerhalb verlief zum einen eine Straße vom Braunschweiger Okerübergang bis in den Hamburger Raum, die westlich dem Okerverlauf folgte, zum anderen entlang der Schunter in den altmärkischen Raum. Durchquert wurde der Papenteich von der nach Uelzen und Lüneburg verlaufenden Salzstraße, aus welcher sich zum Teil die heutige B4 bildete.
Die heute bekannte Besiedlung des Samtgemeindegebietes erfolgte in drei Phasen. Die älteste Siedlungsgruppe besteht aus den Orten Meine, Rethen, Stapel (wüst) und Vordorf, die vermutlich auf einer Rodungsinsel im Nordwald vor dem Jahr 800 n. Chr. gegründet wurden. Eine weitere Gruppe von Ortsnamenendungen sind „–rode“ und „-loh“ im und um den Papenteich. Die Endung weist auf eine Neugründung aufgrund der Verschiebung von Siedlungsgrenzen und dem damit verbundenen Verschieben der Rodungsgrenze hin. Die Gründung dieser Dörfer wird etwa in den Zeitraum des 9. Jahrhunderts gelegt. Die größte Siedlungsgruppe sind die sogenannten „-büttel Orte“. Man pflegt die Gegend bisweilen auch die „Büttelei“ zu nennen. Die Sprachforschung leitet büttel vom nordsächsisch bodal ab. Als jüngste Siedlungsgruppe werden die Dörfer mit Ortsnamenendung „-horst“ gesehen, die sich auf eine leicht erhöhte Stelle in einem Sumpf, Moor oder einer feuchten Niederung beziehen.
Die politischen Vorgänger im Papenteich waren die 1318 entstandene Grafschaft Papenteich. Diese wurde zunächst durch Ottos von Braunschweig an die Grafen von Woldenberg als Lehen vergeben, bevor 1337 Fürsten zu Lüneburg die Grafschaft Papenteich erwarben. 1349/50 kam es im auch Raum Braunschweig zur Großen Pest, die im Papenteich schlimm wütete.
Als die älteste Verwaltungsstruktur im Papenteich gelten die Gogräfschaften Papenteich, die bis 1852 bestanden hat. Die als Papenteich bezeichneten historischen Siedlungsgebiete waren dabei flächenmäßig annähernd doppelt so groß wie die heutige Samtgemeinde.
Letzter Vorgänger der Samtgemeinde Papenteich war das 1852 gebildete Amt Papenteich. Gebildet wurde dieses aus den Orten der Untergogräfschaft Papenteich.

## Kultur und Sehenswürdigkeiten

### Regionales Hochdeutsch
Obwohl der Papenteich zuletzt stark durch Zuwanderungen geprägt wurde (beispielsweise hat sich die Bevölkerung von Meine seit 1939 etwa vervierfacht), spricht etwa die Hälfte der Bevölkerung ein mehr oder weniger stark lokal eingefärbtes Hochdeutsch mit Braunschweiger und Papenteicher Elementen, wie zum Beispiel einem sog. klaren A und einem weichen G am Wortende: Aantracht Braunschwaach steht beispielsweise für den Fußballclub Eintracht Braunschweig. Etwa 200 niederdeutsche Wörter werden in der ansonsten hochdeutschen Umgangssprache verwendet, allerdings nicht alle gleich häufig.

### Papenteicher Platt
Im 19. Jahrhundert war die tägliche Umgangssprache das Papenteicher Platt. Dieses wurde gegen Ende des Jahrhunderts im Deutschen Sprachatlas teilweise dokumentiert. Der Papenteich galt als eigene Kleindialektlandschaft innerhalb des ostfälischen Niederdeutsch. Charakteristisches Kennzeichen dieses Dialekts ist unter anderem das lange ü anstelle des sonst im Niederdeutschen langen u: Üse Püdel is in einem Tüge üt de Lüke rütesüset (Unser Pudel ist in einem Zuge aus der Luke herausgesaust). Ein weiteres Dialektmerkmal ist zum Beispiel, dass fremde ältere Personen ungefähr gleichen gesellschaftlichen Standes nicht Herr oder Frau, sondern Unkel und Tante angesprochen werden. Kirchensprache, Schrift- und Amtssprache war Hochdeutsch. Der Papenteicher Dialekt um 1900 ist unter anderem in den Zeitungsbeiträgen von Karl Ahrens aus Meine (1868–1937) erhalten. Dieser schrieb über viele Jahre Texte für die Wochenendbeilage der Gifhorner Aller-Zeitung.
Das Papenteicher Platt ist als Teil des Niederdeutschen als anerkannter Regionalsprache im Rahmen europäische Charta für Regional- und Minderheitensprachen besonders geschützt.
Heinrich Wesche, ein aus Hillerse stammender Göttinger Wissenschaftler, hat versucht, aus dem Papenteicher Platt die Besiedlungsgeschichte des Papenteichs abzuleiten. Der Umlaut ü nach Papenteicher Art finde sich sonst in ähnlicher Form nur in Jütland, Nordschleswig und Friesland. Einige wenige Wörter gebe es außer im Papenteich nur in Nordschleswig. Wahrscheinlich habe im Papenteich im 5. oder 6. Jahrhundert ein Stamm aus dem Norden gesiedelt, der mit seinen Ortsgründungen für die einzigartige Ballung von -büttel Ortsnamen verantwortlich sei. (Der Siedlungsgeograph Wolfgang Meibeyer nimmt dagegen ein deutlich späteres Datum für die Siedlungszeit an.)
Im Laufe des 20. Jahrhunderts ist der örtliche Dialekt dramatisch zurückgegangen. Um 2000 hört man in Alltagssituationen kaum noch Papenteicher Platt, oft nur ein- oder zweimal jährlich und somit weitaus seltener als beispielsweise Italienisch, Türkisch oder Russisch. Die Sprache wird vermutlich noch von einigen hundert Menschen vollständig beherrscht, allerdings sprechen auch viele von diesen im Alltag Hochdeutsch. Die Zahl derer, die den Dialekt verstehen oder gelegentlich einzelne Wörter und Sätze verwenden, ist deutlich höher. Im kulturellen Leben wird der Dialekt weiterhin gepflegt, zum Beispiel durch den örtlichen Autor Karl-Otto Dohrendorf, durch Plattdeutsch-Arbeitsgemeinschaften der Grundschule Meine und durch Veranstaltungen der Samtgemeindebücherei. Da derzeit nur sehr eingeschränkt eine Weitergabe des Dialekts an Kinder erfolgt, besteht die Möglichkeit, dass er im 21. Jahrhundert ausstirbt.

### Sehenswürdigkeiten
Das Großsteingrab von Rethen ist ein 1995 gefundenes Großsteingrab, welches auf etwa 3000 v. Chr. datiert wurde. Es handelt sich dabei um eine gestörte Anlage, die in Ost-West-Richtung ausgerichtet war.

## Wirtschaft und Infrastruktur

### Verkehr
1928 wurde der Mittellandkanal durch das Gebiet der späteren Samtgemeinde gebaut. Die Orte Abbesbüttel, Wedelheine und Wedesbüttel sind direkt am Kanal gelegen. Der Radfernweg Braunschweig-Lüneburg durchquert das Gebiet der Samtgemeinde in Süd-Nord-Richtung über Abbesbüttel, Meine, Ohnhorst und Gravenhorst, meistens auf gut ausgebauten asphaltierten Feldwegen abseits vom motorisierten Straßenverkehr.

#### Straßenverkehr
Die Samtgemeinde wird für den Straßenverkehr in Nord-Süd-Richtung über die Bundesstraße B 4 (Braunschweig-Lüneburg) erschlossen und in West-Ost-Richtung durch die Landesstraße L 321 (Peine-Wolfsburg). Durch das bisherige Fehlen von Ortsumgehungen, die aktuelle Einwohner- und Verkehrszunahme und seit Januar 2005 die Nutzung der mautfreien B 4 und L 321 durch den Schwerlastverkehr ergeben sich erhebliche Belastungen für die durchquerten Orte. Die B 4 im Papenteich stellt zudem den wichtigsten Verkehrsanschluss für die Stadt Gifhorn (Mittelzentrum) dar und verbindet diese mit der A 2 und der Stadt Braunschweig (Oberzentrum). Daraus resultiert das hohe Verkehrsaufkommen der B 4 im Bereich Papenteich von zirka 21.000 Fahrzeugen täglich (Stand: 2000), darunter etwa 14–18 % Lkw (Stand: 2006). Die Diskussion über Verkehrsbelastungen, Verkehrsberuhigung und mögliche Ortsumgehungen ist seit langem beherrschendes Thema der Kommunalpolitik. Der äußerste Süden der Samtgemeinde wird nahe Schwülper und Walle von der Autobahn A 2 gestreift.

#### Aus- und Umbau der Bundesstraße 4 im Bereich Papenteich
Der Landkreis Gifhorn plant in Abstimmung mit der Niedersächsischen Straßenbauverwaltung die B 4 im Bereich zwischen Gifhorn und Braunschweig umzugestalten. Zu den anvisierten Maßnahmen gehören eine Verlegung der Trasse zur Umgehung der Ortschaften Meinholz, Meine, Rötgesbüttel und Ausbüttel sowie ein vierspuriger Ausbau. Notwendig ist eine Änderung der jetzigen Situation durch das weiter steigende Verkehrsaufkommen (prognostizierte 25.000 Fahrzeuge täglich im Jahr 2015).
Bereits im Jahr 1990 führte die niedersächsische Straßenbauverwaltung erste Untersuchungen zur Verlegung durch, konnte diese aber nicht beenden, da das Land Niedersachsen die Planung nicht in seinen Verkehrswegeplan aufnahm. 1993 übernahm der Landkreis Gifhorn die Planung auf eigene Kosten und führte 1994 eine erste Antragskonferenz durch. 2001 wurde die Planung an den Zweckverband Großraum Braunschweig übertragen, welches Anfang 2002 das Raumordnungsverfahren einleitete und publizierte. Nach Überprüfung der insgesamt 59 schriftlichen Eingaben unterschiedlicher Standpunkte erfolgte 2004 die landesplanerische Feststellung, die eine neue Strecke verlaufend östlich Vordorf, westlich Meine und östlich Rötgesbüttel und Ausbüttel mit einer Länge von 13,9 km als am raum- und umweltverträglichsten bezeichnete. Bereits im Vorfeld hatten sich mehrere Bürgerinitiativen mit den Planungen befasst. In Rötgesbüttel forderte eine Bürgerinitiative die Umgehung des Ortes. In Meine existierten zwei mitgliederstarke Gruppen: die eine richtete sich gegen eine Westumgehung, die andere gegen eine Ostumgehung des Ortes. Am öffentlichen Erörterungstermin in Meine nahmen etwa 600 Bürger teil, eine beachtliche Anzahl Meiner Bürger reiste auch zu den Beratungen der Gebietskörperschaften, zum Beispiel des Gifhorner Kreistags, an, um dort (unter anderem mit Plakaten) auf ihren Standpunkt aufmerksam zu machen.

#### Schienenverkehr

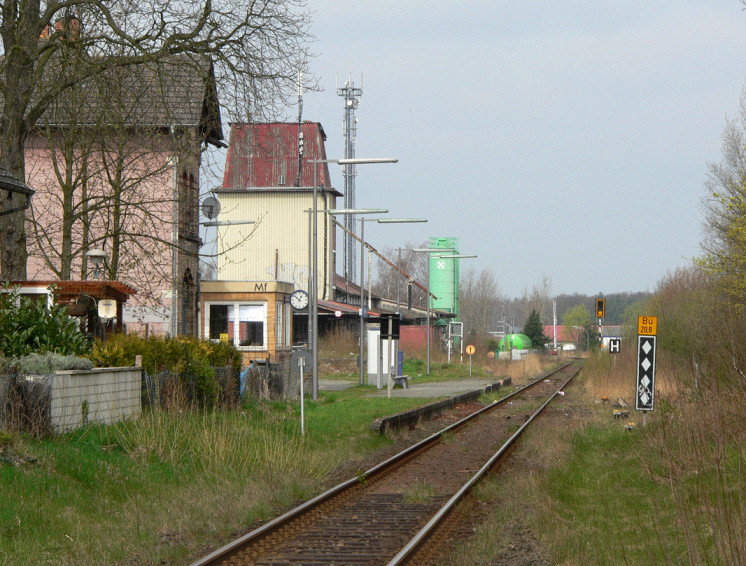
Haltepunkt in Meine

Die Bahnstrecke Braunschweig–Wieren durchquert die Samtgemeinde in Nord-Süd-Richtung parallel zur Bundesstraße 4. Es gibt einen Haltepunkt in Meine und einen Bahnhof in Rötgesbüttel, die stündlich vom Regionalverkehr bedient werden.
In der Planung der RegioStadtBahn Braunschweig war die Bedienung der Stationen Meine und Rötgesbüttel durch die Linien S1 (Uelzen – Bad Harzburg), S2 (Meine – Schöppenstedt) und S10 (Sassenburg-Triangel – Goslar) vorgesehen.

### Bildung
Schulen haben in den verschiedenen Gemeinden und Ortsteilen (zum Beispiel: Rethen) schon seit Jahrhunderten bestanden. Im 20. Jahrhundert fand allerdings eine immer weitergehende Konzentration auf einige wenige Schulstandorte statt was durch den Bau des Schulzentrums Meine in den 1960ern noch verstärkt wurde. Erst seit Mitte der 1990er ist durch den Bau neuer Schulen in anderen Gemeinden (Schwülper, Adenbüttel) eine Umkehrung dieses Trends zu erkennen. Weiterführende Schulen waren die im Schulzentrum Meine befindliche Realschule Meine sowie die Hauptschule Meine mit der Außenstelle Groß Schwülper für die Jahrgänge 5 und 6. Mit Neuordnung der Schullandschaft im Papenteich erfolgte sodann Neubau und Gründung einer Oberschule in Groß Schwülper, welche die ehemalige Realschule und hauptschule in sich vereinte. Schulträger dieser Oberschule und der Grundschulen ist die Samtgemeinde.
Seit vielen Jahrzehnten gab es zudem die Diskussion ein Gymnasium als drittes Gymnasium im Landkreis Gifhorn im Papenteich anzusiedeln. Dieses wurde schließlich mit Unterstützung der Landeskirche und des Landkreises Gifhorn als kirchliches evangelisches Gymnasium in Meine errichtet, in den Gebäuden der ehemaligen Hauptschule, Realschule und Orientierungsstufe, unter dem Namen Philipp-Melanchthon-Gymnasium. Weiterhin gehen viele Schüler auf das Lessing-Gymnasium in Braunschweig-Wenden, teilweise aber auch an andere Gymnasien und Gesamtschulen in Braunschweig oder an die Gymnasien in Gifhorn.
| Standorte der Bildungseinrichtungen innerhalb der Samtgemeinde | Standorte der Bildungseinrichtungen innerhalb der Samtgemeinde                                                  | Standorte der Bildungseinrichtungen innerhalb der Samtgemeinde | Standorte der Bildungseinrichtungen innerhalb der Samtgemeinde | Standorte der Bildungseinrichtungen innerhalb der Samtgemeinde |
| Gemeinde                                                       | Kindertagesstätten                                                                                              | Grundschulen                                                   | Oberschule                                                     | Gymnasium                                                      |
| -------------------------------------------------------------- | --- | -------------------------------------------------------------- | -------------------------------------------------------------- | -------------------------------------------------------------- |
| Adenbüttel                                                     | Adenbüttel | Adenbüttel                                                     |                                                                |                                                                |
| Didderse                                                       | Didderse |                                                                |                                                                |                                                                |
| Meine                                                          | Abbesbüttel, Grassel (Grasselbande), Meine (Kita-Zellbergstraße, Altes Freibad), Wedesbüttel (Villa Kunterbunt) | Meine                                                          |                                                                | Philipp-Melanchthon-Gymnasium                                  |
| Rötgesbüttel                                                   | Rötgesbüttel | Rötgesbüttel                                                   |                                                                |                                                                |
| Schwülper                                                      | Lagesbüttel, Rothemühle, Groß Schwülper, Walle                                                                  | Groß Schwülper                                                 | OBS Papenteich                                                 |                                                                |
| Vordorf                                                        | Rethen, Vordorf                                                                                                 | Vordorf (Margret und Rolf Rettich Schule)                      |                                                                |                                                                |

## Politik

### Samtgemeinderat
Der Samtgemeinderat Papenteich besteht aus 34 Ratsfrauen und Ratsherren. Dies ist die festgelegte Anzahl für eine Samtgemeinde mit einer Einwohnerzahl zwischen 20.001 und 25.000 Einwohnern. Die Ratsmitglieder werden durch eine Kommunalwahl für jeweils fünf Jahre gewählt. Neben den 34 in der Samtgemeinderatswahl gewählten Mitgliedern ist außerdem der amtierende Samtgemeindebürgermeister im Rat stimmberechtigt. 
Aus dem Ergebnis der Kommunalwahl 2021 ergab sich folgende Sitzverteilung:
| Samtgemeinderat 2021Insgesamt 34 Sitze - SPD: 12 - Grüne: 6 - FDP: 1 - WGP: 5 - CDU: 8 - AfD: 2 |

| Wahljahr | SPD | CDU | Grüne | WGP | AfD | FDP | Linke | Piraten | Gesamt   |
| -------- | --- | --- | ----- | --- | --- | --- | ----- | ------- | -------- |
| 2021     | 12  | 8   | 6     | 5   | 2   | 1   | --    | --      | 34 Sitze |
| 2016     | 12  | 9   | 4     | 7   | --  | 1   | 1     | --      | 34 Sitze |
| 2011     | 17  | 11  | 4     | --  | --  | 1   | --    | 1       | 34 Sitze |
| 2006     | 15  | 15  | 3     | --  | --  | 1   | --    | --      | 34 Sitze |

### Samtgemeindebürgermeister

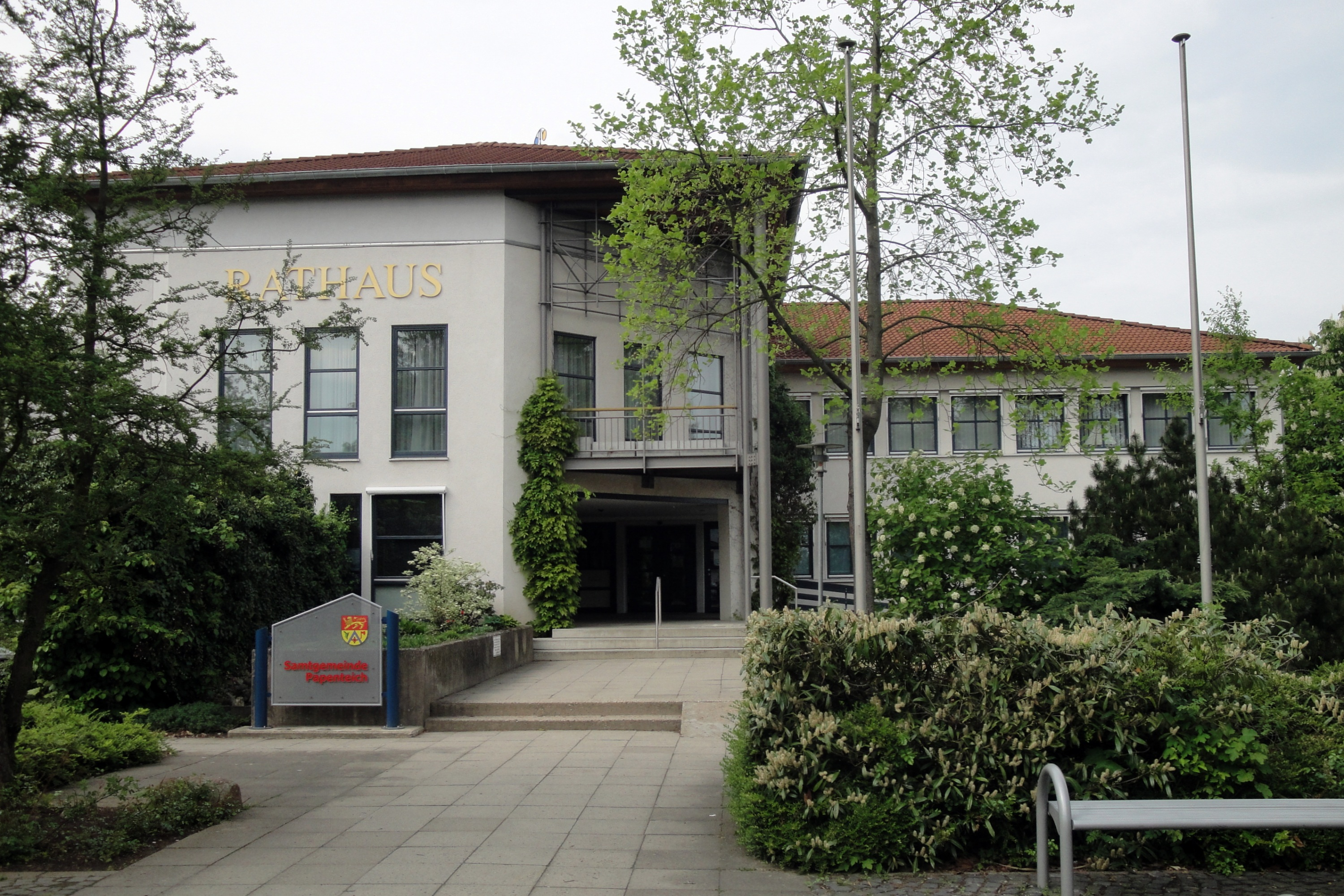
Rathaus der Samtgemeinde Papenteich in Meine

Bis 2004 war der Samtgemeindebürgermeister ehrenamtlich tätig und wurde während der konstituierenden Sitzung durch die Mehrheit des Samtgemeinderates gewählt. 
Heute ist der Samtgemeindebürgermeister hauptamtlich tätig und wird von den wahlberechtigten Personen der Samtgemeinde direkt gewählt. Der Bewerber muss hierbei, ggf. durch eine Stichwahl, die Mehrheit der abgegebenen Stimmen erreichen. Zudem übernimmt der Bürgermeister die Aufgaben eines Samtgemeindedirektors und leitet die Samtgemeindeverwaltung und hat die Verantwortung für den gesamten Geschäftsbetrieb und die Verwaltungstätigkeiten. Erster hauptamtlicher Samtgemeindebürgermeister war seit dem 1. Januar 2005 Helmut Holzapfel (SPD), wiedergewählt 2011. Sein Nachfolger wurde bei der Kommunalwahl 2016 mit der Wahl von Ines Kielhorn (parteilos) bestimmt. Bei der Bürgermeisterwahl 2021 wurde sie mit 60,17 Prozent der Stimmen wiedergewählt. Kielhorns Gegenkandidat war Randolf Moos (SPD).

#### Wahl des Samtgemeindebürgermeisters 2016
Am 11. September 2016 waren die Bürger aufgerufen, den neuen Samtgemeindebürgermeister durch Direktwahl zu bestimmen. Amtsinhaber Helmut Holzapfel trat altersbedingt nicht erneut an.
Die Grünen haben in einer Mitgliederversammlung des Ortsverbandes Papenteich am 2. März 2016 einstimmig Dr. Arne Duncker (Meine) als ihren Kandidaten nominiert. Der Kandidat der SPD Stefan Konrad wurde am 18. März 2016 durch eine gemeinsame Parteiversammlung der unterschiedlichen Papenteicher SPD-Ortsverbände bestimmt. Diese Versammlung hatte sich zwischen den Kandidaten Stefan Konrad (Rötgesbüttel) und Ines Kielhorn (Meine) zu entscheiden. Zum Kandidaten der CDU wurde Alexander Jankowski bestimmt. Ebenfalls trat Ines Kielhorn nunmehr parteilos an.
Da bei dieser Wahl keiner der Kandidaten die absolute Mehrheit erreicht hatte, kam es am 25. September 2016 zu einer Stichwahl, die die parteilose Bewerberin Ines Kielhorn (33,6 %) gegen den SPD-Kandidaten Stefan Konrad (29,8 %) gewann.

### Wappen
Blasonierung: Geteilt von rot und gold, unter rotem Schildhaupt, darin ein nach links gewendeter, blau bewehrter goldener Löwe; unten im Schildfuß ein blauer Sparren, darunter gebettet eine auf einem schwarzen Mauerankerkreuz aufgelegte rote heraldische Rose mit grünen Blütenblättern und goldenen Stampel. In der rechten Oberecke ein stilisiertes grünes Pflugeisen, links eine aufrechte rote Axt.
Der Löwe im Wappen symbolisiert die frühere Zugehörigkeit der gesamten heutigen Samtgemeinde zu den welfischen Herzögen des Herzogtum Lüneburg. Die stilisierte Rose stellt die blühenden Dörfer und Gemeinden der Samtgemeinde dar, die sich zur gemeinsamen Aufgabenerfüllung unter dem Dach der Samtgemeinde – der Sparren – zusammengefunden haben. Die früher überwiegend vorherrschende landwirtschaftliche Tätigkeit der Samtgemeindebevölkerung wird durch den Pflug symbolisiert. Die Axt erinnert an die alte Grafschaft Papenteich und deren eigene Gerichtsbarkeit – das Blutgericht – an der alten „Dingstätte“.

## Medien
Seit der Gründungszeit der Samtgemeinde erscheinen die Papenteicher Nachrichten als amtliches Mitteilungsblatt. Die Ausgabe 391 vom Januar 2006 erschien in einer Auflage von 10150 Exemplaren und einer Länge von 56 Seiten. Der Inhalt der „Nachrichten“ ging seit jeher erheblich über bloße amtliche Mitteilungen hinaus: es gibt unter anderem auch vielfältige Vereinsmitteilungen, Berichte, literarische Texte, Ergebnisse der Heimatforschung.

### Gemeindepartnerschaften
- Communauté de communes du Pays de Loiron (Frankreich)

## Persönlichkeiten
- Uwe-Peter Lestin (* 1943), 1991 bis 2001 Samtgemeindebürgermeister, von 1998 bis 2008 Mitglied des niedersächsischen Landtages
- Georg Burchard Strauß (um 1584–1632), Begründer des niedersächsischen Adelshauses „Strauß und Torney“
- Rolf Rettich (1929–2009), Illustrator von Kinderbüchern